# Jabłonka (Ukraina)
Jabłonka (ukr. Яблунька, Jabłuńka) – wieś na Ukrainie, w  obwodzie iwanofrankiwskim, w rejonie bohorodczańskim.
W II Rzeczypospolitej miejscowość stanowiła początkowo samodzielną gminę wiejską. 1 sierpnia 1934 roku w ramach reformy na podstawie ustawy scaleniowej została włączona do gminy wiejskiej v w powiecie nadwórniańskim, w województwie stanisławowskim. Pod okupacją władze hitlerowskie przywróciły gminę Jabłonka.